# ستوك-أون-ترينت الشمالية (دائرة انتخابية في المملكة المتحدة)
ستوك-أون-ترينت الشمالية (بالإنجليزية: Stoke-on-Trent North)‏ هي إحدى الدوائر الانتخابية في المملكة المتحدة الممثلة في مجلس العموم في برلمان المملكة المتحدة.
عضو البرلمان الذي يمثلها حالياً هو :Joan Walley (Lab).